# Про Сару
«Про Сару» (швед. Om Sara) — драма режисера Отмана Каріма. Стрічка стала лауреатом головної премії Московського міжнародного кінофестивалю у 2006 році.

## Сюжет
Фільм розповідає про десять років з життя Сари. На початку їй близько двадцяти, у неї нещодавно помер батько і тепер їй треба шукати роботу, починати доросле життя. Її мати переїжджає в будинок для людей похилого віку, а будиночок, в якому Сара виросла, вони змушені продати. Перший шлюб молодої жінки виявився невдалим. Кілька років потому між Сарою та її колегою Стефаном виникли романтичні стосунки. Проте кожен з них мав різні цілі, тому вони розійшлися. В кінці фільму Сарі близько тридцяти — вона купила і відремонтувала будинок, де проходили дитячі роки. У Сари були нетривалі стосунки з чоловіком, який проводив ремонтні роботи, але жінка вирішила не продовжувати спілкування. Невдовзі з'ясовується про вагітність Сари від того чоловіка. Після народження немовля помирає. Перед похороном головна героїня відновлює стосунки з батьком дитини.

## У ролях
| Актор              | Роль       |
| ------------------ | ---------- |
| Лінда Цилякус      | Сара       |
| Александр Скашгорд | Калле      |
| Гуго Емретссон     | Стефан     |
| Александр Карім    | Пелле      |
| Сів Еріксон        | мати Сари  |
| Ева Рюдберг        | мати Калле |

## Створення фільму

### Виробництво
Фільм знімали в Гельсінгборзі, Мальме та Ландскруні з 2 серпня по 30 вересня 2004 року.

### Знімальна група
- Кінорежисер — Отман Карім
- Сценарист — Отман Карім, Петра Ревеню
- Кінопродюсер — Малін Гольмберг Карім
- Композитор — Сорен Бей
- Кінооператор — Магнус Ярльбо
- Кіномонтаж — Ульріка Ранг
- Художник-постановник — Леіф Монссон
- Художник-декоратор — Анна-Марія Нільден
- Художник-костюмер — Софі Петерс
- Підбір акторів — Міа Флорбергер[2]

## Сприйняття

### Критика
Фільм отримав змішані відгуки. На сайті Rotten Tomatoes оцінка стрічки становить 34 % від глядачів із середньою оцінкою 3,2/5 (240 голосів). Фільму зарахований «розсипаний попкорн» від глядачів, Internet Movie Database — 6,1/10 (323 голоси).

### Номінації та нагороди
| Нагороди та номінації фільму «Про Сару» | Нагороди та номінації фільму «Про Сару» | Нагороди та номінації фільму «Про Сару» | Нагороди та номінації фільму «Про Сару» | Нагороди та номінації фільму «Про Сару» | Нагороди та номінації фільму «Про Сару» |
| Рік                                     | Кінофестиваль/кінопремія                | Категорія/нагорода                      | Номінант                                | Результат                               |                                         |
| --------------------------------------- | --------------------------------------- | --------------------------------------- | --------------------------------------- | --------------------------------------- | --------------------------------------- |
| 2006                                    | Московський міжнародний кінофестиваль   | «Святий Георгій»                        | Отман Карім                             | Перемога                                |                                         |